# Segnatempo (Roberto Colombo)
Segnatempo è un tema musicale realizzato da Roberto Colombo per RTI. Si tratta del brano musicale di sottofondo del segnale orario (Ora esatta) in onda prima delle edizioni del TG5 Prima Pagina in onda su Canale 5 ed usato a partire dal 27 giugno 1994 al 16 aprile 2018. Dopo tale data il brano è stato completamente riarrangiato in modo da rendere il ritmo della musica più rilassato, ma senza alcuna modifica alla partitura originale.
Nell'estate 2015 Segnatempo fu oggetto di un fenomeno di Internet. Infatti sui social network si erano diffuse diversi video parodia che utilizzavano il brano di Colombo, ed anche vignette satiriche che idolatravano la canzone.